# Kervin Bristol
Kervin Bristol (ur. 4 września 1988 w Port-au-Prince) – haitański koszykarz, posiadający amerykańskie obywatelstwo, występujący na pozycjach skrzydłowego oraz środkowego, obecnie zawodnik MBC Mikołajów .
W kwietniu 2015 został zawodnikiem Anwilu Włocławek. 2 sierpnia 2017 został zawodnikiem ukraińskiego Budiwelnyka Kijów.
7 stycznia 2018 został zawodnikiem litewskiego Vytautasu Preny. 21 sierpnia 2018 dołączył do brytyjskiego London Lions.

## Osiągnięcia
Drużynowe
- Mistrz Wielkiej Brytanii (BBL – 2019)
- Zdobywca pucharu BBL (2019)
- Uczestnik rozgrywek:
  - VTB (2014/15)
  - pucharu FIBA Europa (2016/17)[2]
  - Ligi Mistrzów (2016/17)[2]

Indywidualne
(* – nagrody przyznane przez portal eurobasket.com)
- MVP ligi słoweńskiej (2013)[5][6]
- Najlepszy:
  - środkowy ligi fińskiej (2017)*[2]
  - skrzydłowy ligi ukraińskiej (2017)*
  - zagraniczny zawodnik ligi ukraińskiej (2017)*
- Obrońca roku ligi ukraińskiej (2014)*
- Zaliczony do:
  - I składu:
    - ligi słoweńskiej (2013)
    - ligi fińskiej (2017)*[2]
    - najlepszych obcokrajowców ligi fińskiej (2017)*[2]
- Lider w:
  - blokach ligi:
    - słoweńskiej (2013)[7]
    - ukraińskiej (2018)

  - zbiórkach ligi: 
    - słoweńskiej (2013)[6]
    - ukraińskiej (2014)